# اسپرانزا (ترانه)
«اسپرانزا» تک‌آهنگی از هنرمند اهل اسپانیا انریکه ایگلسیاس است که در ۱۳ ژوئیه ۱۹۹۸ منتشر شد.